# SN 1997eq
SN 1997eq – supernowa typu Ia odkryta 28 grudnia 1997 roku w galaktyce A045856-0359. W momencie odkrycia miała maksymalną jasność 22,50m.